# Prima donna

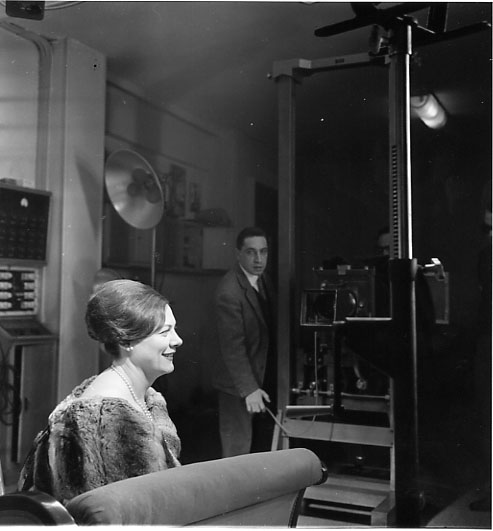
Renata Tebaldi

Prima donna (en italià 'primera dona') és, en l'àmbit de l'òpera, la paraula en italià que s'usa per designar la primera cantant, dona que desenvolupa els papers principals i que generalment és una soprano.

## Etimologia

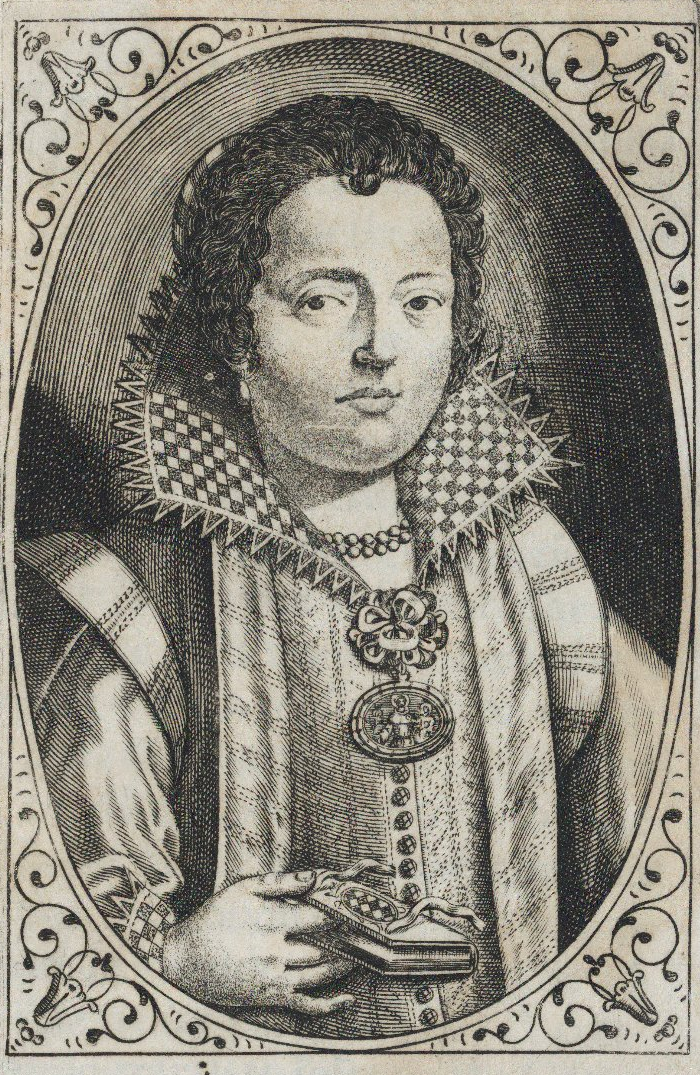
Adriana Basile (1580-1640)

El terme prima donna es va començar a usar a les companyies d'òpera per a designar-ne la cantant principal, és a dir, la dona que interpreta el paper principal en una producció d'una companyia. La paraula està ja escrita en una carta de l'any 1610, a la qual el cardenal Ferran I Gonzaga de Màntua escriu al seu pare, Vicenç I Gonzaga, lloant la qualitat de cant de la cantant, i també compositora i música, Adriana Baroni-Basile, coneguda com «la Bella Adriana».
El plural de prima donna és, com en italià, prime donne. La paraula corresponent per al masculí és el de primo uomo, originalment un castrat i actualment un tenor.

## Curiositats
Històricament, les prime donne han estat motiu de certes rivalitats entre els aficionats a l'òpera, que es dividien en «clubs» contraris que recolzaven una cantant per sobre d'altres. Una de les rivalitats més famoses va ser la que va haver-hi entre els admiradors de Maria Callas i els de Renata Tebaldi, malgrat l'amistat que hi havia entre totes dues.
A Barcelona, al segle xix, durant l'època de gran rivalitat entre el Teatre de la Santa Creu i el del Liceu, segons unes cartes, sembla que hi va haver partidaris del Liceu que xiulaven les actuacions de la prima donna a la Santa Creu, encara que fossin interpretacions brillants.